# 沃特福德村 (加利福尼亞州)
沃特福德村（英語：Waterford Village）是位於美國加利福尼亞州埃爾多拉多縣的一個非建制地區。該地的面積和人口皆未知。

## 地理
沃特福德村的座標為38°43′38″N 121°04′44″W / 38.72722°N 121.07889°W，而該地的平均海拔高度為204米（即669英尺）。